# Miloslav Uhlíř
Miloslav Uhlíř (17. dubna 1926, Hustopeče – 23. srpna 2009) byl český lékař-gynekolog a pedagog.

## Biografie
Miloslav Uhlíř se narodil v roce 1926 v Hustopečích, jeho otcem byl úředník Jaromír Uhlíř. Vystudoval gymnázium v Telči a v roce 1945 nastoupil na Lékařskou fakultu Masarykovy univerzity v Brně, tu absolvoval v roce 1950. Následně odsloužil základní vojenskou službu a v roce 1954 nastoupil na pozici sekundárního lékaře ve Fakultní porodnici v Brně, pracoval pod profesorem Černochem. Prošel první atestací a následně v roce 1960 složil atestaci druhého stupně a přešel na II. porodnickou kliniku. V roce 1961 získal titul kandidáta věd a v roce 1963 se habilitoval. Nadále pracoval v brněnské porodnici, v roce 1973 se stal přednostou II. ženské kliniky a vedoucím II. porodnicko-gynekologické katedry Lékařské fakulty UJEP (nynější MU). V roce 1974 obdržel titul doktora věd a roku 1977 byl jmenován profesorem porodnictví a gynekologie. Jako přednosta kliniky pracoval až do roku 1991, kdy odešel do důchodu. Zemřel v roce 2009 a je pohřben na hřbitově v brněnském Komíně.
V roce 1970 obdržel Cenu osvobození města Brna, do roku 1988 byl členem ČSAV. Jeho bratrem byl lékař-chirurg Jaromír Uhlíř.